# تیمو توریکا
تیمو توریکا (فنلاندی: Timo Torikka؛ زادهٔ ۱ فوریهٔ ۱۹۵۸) بازیگر اهل فنلاند است.
از فیلم‌ها یا سریال‌های تلویزیونی که وی در آن نقش داشته‌است، می‌توان به هابیت‌ها، جنگ زمستان، سه مرد عاقل و سوی دیگر امید اشاره کرد.